# Cappella di San Francesco d'Assisi
La Cappella di San Francesco d'Assisi si trova a Luia, nel comune di Certaldo, sulla variante sud dell'antica via Volterrana che collegava Volterra a Firenze.

## Storia
La cappella di San Francesco d'Assisi era dedicata sia a San Francesco che all'Assunzione di Maria Vergine.
Era detta anche “cappella Rogai” in quanto appartenne nel corso del XIX Secolo alla famiglia Rogai. La cappella si trova a Luia, località in cui si stabilirono alcuni membri dell'antica famiglia fiorentina dei Pitti dopo essere stati cacciati dai Ghibellini dalla vicina città di Semifonte all'inizio del XIII Secolo. Infatti, l'oratorio (l'attuale vestibolo della Cappella) venne costruito nel 1589 da Cino di Matteo di Cino (appartenente a quel ramo della famiglia Pitti che venne cacciata da Semifonte).
Detto oratorio venne poi ampliato alla fine del XIX Secolo da Annunziata Talei vedova Rogai, che ne realizzò la cupola a pianta ottagonale prendendo inspirazione dalla vicina Cappella di San Michele Arcangelo (Semifonte) (la "Cupola di San Donnino", in località Petrognano a Barberino Val d'Elsa (FI)). La Cupola di San Donnino venne costruita nel 1597 per onorare i caduti della città di Semifonte e riproduce esattamente, in un rapporto 1:8, la Cupola del Brunelleschi della Cattedrale di Santa Maria del Fiore a Firenze.
All'interno della Cappella di San Francesco si trovano degli affreschi che raffigurano la Madonna con bambino, San Francesco d'Assisi, San Giuseppe, Sant'Antonio e Santa Cristina.